# MV Agusta

MV Agusta Logo.

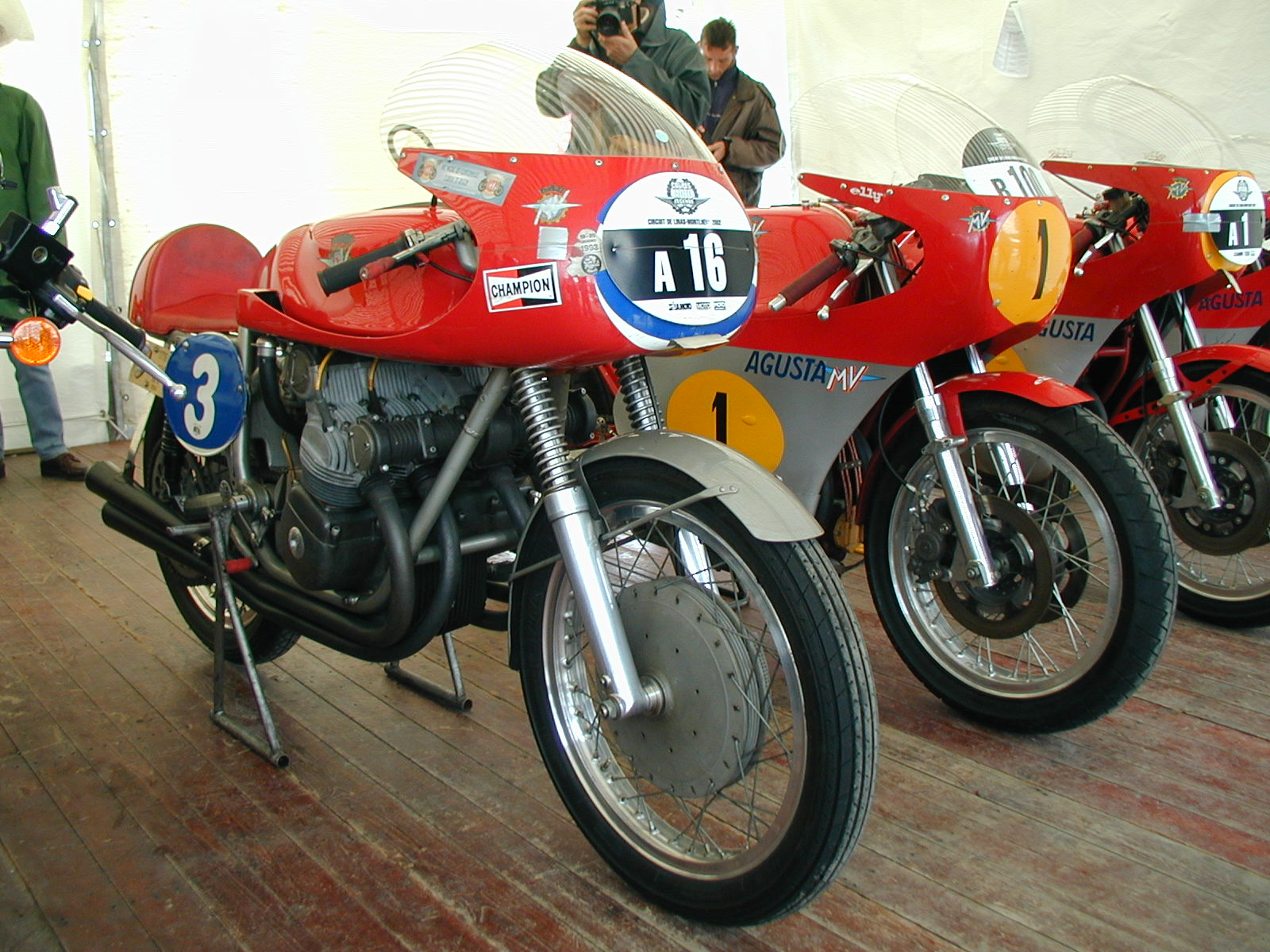
MV Agusta-maskiner från 1950-talet

MV Agusta är ett italienskt motorcykelmärke som tillverkats sedan 1945. Dagens modeller baseras alla på en egenutvecklad radfyra på 750–1 078 cm3. Olika varianter på modellen F4 är en fullkåpad roadracing-inspirerad motorcykel med mycket höga prestanda och klassisk italiensk design. F4 är av många betraktad som en av de vackraste motorcyklarna som byggs idag. De okåpade Brutale-modellerna har en radikal design och samma radfyra med 750, 910, 998 eller 1 078 cm3.

## Racing
MV Agusta är det mest framgångsrika märket i konkurrens med Honda inom roadracingens stora GP-klasser. Fabriken har 67 VM-titlar totalt, den senaste från 1974. På 2000-talet tävlade man framgångsrikt med sin F4 Mille i SuperStock 1000 och inför 2008 planerade man ett stall i Superbike-VM i samarbete med legendaren Carl Fogarty. Av detta blev intet, men MV Agusta deltog med framgång i det italienska Superbikemästerskapet. Återkomsten till världsmästerskapen skedde 2014, både i Superbike-VM 2014 och Supersport-VM 2014. När Jules Cluzel vann säsongens första heat i Supersport den 23 februari var det MV Agustas första seger i en VM-deltävling på 38 år. Föregående seger kom genom MV Agustas främste förare Giacomo Agostini i 500GP-klassen den 29 augusti 1976 på Nürburgring.